# Burdygał
| System                                 | Oddział    | Piętro   | Wiek (mln lat) |
| -------------------------------------- | ---------- | -------- | -------------- |
| Czwartorzęd                            | Plejstocen | Gelas    | młodsze        |
| Neogen                                 | Pliocen    | Piacent  | 2,58–3,6       |
| Neogen                                 | Pliocen    | Zankl    | 3,6–5,333      |
| Neogen                                 | Miocen     | Messyn   | 5,333–7,246    |
| Neogen                                 | Miocen     | Torton   | 7,246–11,63    |
| Neogen                                 | Miocen     | Serrawal | 11,63–13,82    |
| Neogen                                 | Miocen     | Lang     | 13,82–15,97    |
| Neogen                                 | Miocen     | Burdygał | 15,97–20,44    |
| Neogen                                 | Miocen     | Akwitan  | 20,44–23,03    |
| Paleogen                               | Oligocen   | Szat     | starsze        |
| Podział neogenu według IUGS, luty 2022 |            |          |                |

Burdygał (ang. Burdigalian)

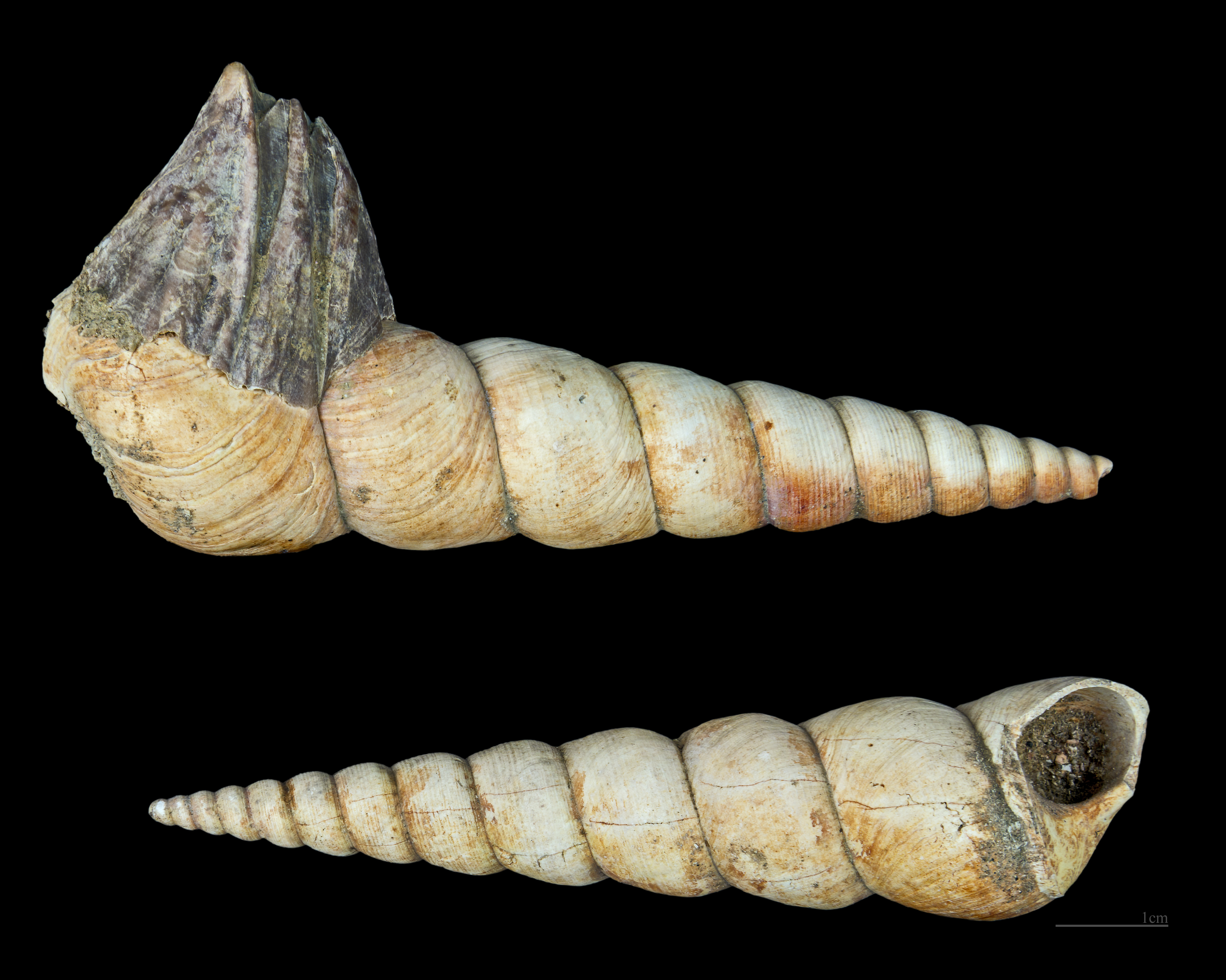
Burdygał

- w sensie geochronologicznym: drugi wiek miocenu (neogen), trwający około 4,5 miliona lat (od 20,43 do 15,97 mln lat temu). Burdygał jest młodszy od akwitanu a starszy od langu.
- w sensie chronostratygraficznym: drugie piętro miocenu, wyższe od akwitanu, a niższe od langu.

Stratotyp dolnej granicy burdygału nie został jeszcze zatwierdzony. Dolną granicę burdygału wyznacza pierwsze pojawienie się otwornicy Globigerinoides altiaperturus Boli, 1957.
Nazwa pochodzi od łacińskiej nazwy francuskiego miasta Bordeaux – Burdigalia.